# Sumit Nagal
Sumit Nagal (Jhajjar, 16 augustus 1997) is een Indiaas tennisser.

## Carrière
Nagal won in 2015 het dubbelspel in de juniorenfinale op Wimbledon aan de zijde van Lý Hoàng Nam tegen Reilly Opelka en Akira Santillan. Hij won zijn eerste challenger in 2017 tegen de Brit Jay Clarke. In 2019 won hij zijn tweede tegen de Argentijn Facundo Bagnis en nam dat jaar deel aan de US Open waar hij niet voorbij de eerste ronde geraakte. In 2020 bereikte hij de tweede ronde op de US Open. In 2021 nam hij deel aan de uitgestelde Olympische Zomerspelen waar hij de tweede ronde bereikte. Hij speelde dat jaar ook op de Australian Open waar hij niet voorbij de eerste ronde geraakte.
In 2022 en 2023 nam hij niet deel aan de Grand Slams, in 2023 won hij wel opnieuw twee challengers. In 2024 won hij ook twee challengers en nam deel aan de Australian Open en Roland Garros.

## Palmares
| Legenda                       | Legenda               |
| ----------------------------- | --------------------- |
| Grand Slam                    |                       |
| Olympische Spelen             |                       |
| tot 2009                      | vanaf 2009            |
| Tennis Masters Cup            | ATP Finals            |
| ATP Masters Series            | ATP Tour Masters 1000 |
| ATP International Series Gold | ATP Tour 500          |
| ATP International Series      | ATP Tour 250          |

### Enkelspel
| Nr.                  | Datum             | Toernooi     | Ondergrond | Tegenstander in finale | Score         | Details |
| -------------------- | ----------------- | ------------ | ---------- | ---------------------- | ------------- | ------- |
| gewonnen challengers |                   |              |            |                        |               |         |
| 1.                   | 25 november 2017  | Bangalore    | Hardcourt  | Jay Clarke             | 6-3, 3-6, 6-2 |         |
| 2.                   | 29 september 2019 | Buenos Aires | Gravel     | Facundo Bagnis         | 6-4, 6-2      |         |
| 3.                   | 30 april 2023     | Rome         | Gravel     | Jesper de Jong         | 6-3, 6-2      |         |
| 4.                   | 23 juli 2023      | Tampere      | Gravel     | Dalibor Svrčina        | 6-4, 7-5      |         |
| 5.                   | 11 februari 2024  | Chennai      | Hardcourt  | Luca Nardi             | 6-1, 6-4      |         |
| 6.                   | 9 juni 2024       | Heilbronn    | Gravel     | Alexander Ritschard    | 6-1, 6-7, 6-3 |         |

## Resultaten grote toernooien

### Dubbelspel
| Legenda | Legenda                          |
| ------- | -------------------------------- |
| g.t.    | geen toernooi gehouden           |
| l.c.    | lagere categorie                 |
| –       | niet deelgenomen                 |
| G       | uitgeschakeld in de groepsfase   |
| 1R      | uitgeschakeld in de eerste ronde |
| 2R      | uitgeschakeld in de tweede ronde |
| 3R      | uitgeschakeld in de derde ronde  |
| 4R      | uitgeschakeld in de vierde ronde |
| KF      | uitgeschakeld in de kwartfinale  |
| HF      | uitgeschakeld in de halve finale |
| F       | de finale verloren               |
| W       | het toernooi gewonnen            |
| w-v     | winst/verlies-balans             |

| grandslamtoernooien |     |     |     |     |     |    |
| Australian Open     | –   | –   | 1R  | –   | –   | 2R |
| Roland Garros       | –   | –   | –   | –   | –   | 1R |
| Wimbledon           | –   | –   | –   | –   | –   |    |
| US Open             | 1R  | 2R  | –   | –   | –   |    |
| titels per jaar     | 0   | 0   | 0   | 0   | 0   | 0  |
| eindejaarsranking   | 131 | 136 | 219 | 507 | 138 |    |